# Chenay, Deux-Sèvres

Chenay este o comună în departamentul Deux-Sèvres, Franța. În 2009 avea o populație de 478 de locuitori.